# Alexandre Lesiège
Alexandre Lesiège (* 18. August 1975 in Montreal) ist ein kanadischer Schachspieler.
Die kanadische Einzelmeisterschaft konnte er dreimal gewinnen: 1992 in Kingston, 1999 in Brantford und 2001 in Montreal. Er spielte für Kanada bei fünf Schacholympiaden: 1992, 1998 bis 2002 und 2016. Bei der FIDE-Weltmeisterschaft 2000 in Neu-Delhi schlug er in der ersten Runde Rodrigo Vásquez und scheiterte in der zweiten Runde an Vladislav Tkachiev.
Im Jahre 1992 wurde ihm der Titel Internationaler Meister (IM) verliehen, 1998 der Titel Großmeister (GM). Seine Elo-Zahl beträgt 2510 (Stand: Oktober 2020), seine bisher höchste war 2588 im Oktober 2001.
| Hier fehlt eine Grafik, die leider im Moment aus technischen Gründen nicht angezeigt werden kann. Wir arbeiten daran! |